# Papillidiopsis
Papillidiopsis là một chi rêu trong họ Sematophyllaceae.